# Нићифор Катакалон
Нићифор Евфорвин Катакалон (грч. Νικηφορος Ευφορβηνος Κατακαλων) је био византијски аристократа и зет цара Алексија I Комнина (1081-1118).
Био је син угледног генерала Константина Еуфорвина Катакалона, једног од Алексијевих званичника од највећег поверења. У знак Алексијеве захвалности према Константину, Нићифор је ожењен порфирогенитом Маријом, другом царевом ћерком, и подигнут у чин паниперсеваста. Из Алексијаде се зна да је учествовао у борби против Кумана 1095. године, заједно са својим оцем, где се истакао својом храброшћу. Није познато када је умро, али је забележено да је мртав до 1130. године.
Са Маријом је имао много деце, али су по имену позната само два сина, Алексије Комнин и Андроник, који су касније током века били на високим положајима. Други син, Јован, познат је само по његовом спомену у типику манастира Христа Филантропа. Пар је имао и непознат број ћерки (најмање три према Варзосу), како се њихово постојање помиње у типику манастира Кехаритомена.